# Vermagering
Vermagering is een afname van het lichaamsgewicht. Het vermeerderen van spiermassa waarbij een gelijke hoeveelheid massa vet wordt verbrand, lijkt op vermagering, maar als het lichaamsgewicht niet afneemt, wordt dat niet erkend als vermagering. Spiermassa heeft een hogere dichtheid per gram, en dus een kleiner volume dan vetmassa. Hierdoor neemt het totale lichaamsgewicht niet af.
Er zijn vier soorten van vermagering, namelijk door:
1. Verminderde voedselinname; bijvoorbeeld door ziekte, schaarste, armoede, of een gekozen dieet.
2. Verminderde absorptie; bijvoorbeeld door een tekort aan verteringsenzymen, of een te grote passagesnelheid door de darmen.
3. Verhoogd energieverbruik; bijvoorbeeld door arbeid, duursport, ziekte, verwondingen, of operatie.
4. Abnormaal energieverlies; bijvoorbeeld door parasitaire infectie en glucosurie.